# Alerte aux banques

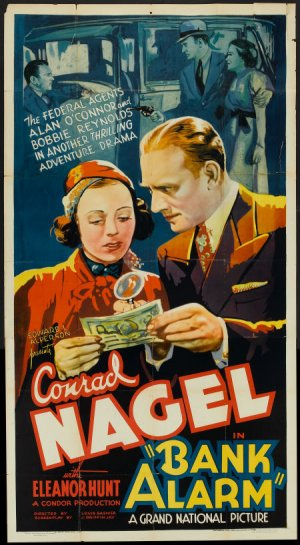
Affiche du film

Alerte aux banques (titre anglais Bank Alarm) est un film américain réalisé par Louis Gasnier et sorti en 1937.

## Synopsis
L'agent fédéral Alan O'Connor et sa petite amie, la journaliste Bobbie Reynolds, sont à la poursuite de braqueurs de banque qui laissent derrière eux des billets contrefaits d'excellente qualité. Mais les criminels, qui ont enlevé et séquestrent  la sœur d'O'Connor, semblent insaisissables...

## Fiche technique
- Titre anglais : Bank Alarm
- Réalisation : Louis Gasnier
- Scénario : Griffin Jay et David S. Levy d'après une histoire de Cynthia Meade et Lawrence Meade
- Image : Mack Stengler
- Montage : Dan Milner
- Production : Grand National Pictures
- Durée : 61 minutes
- Dates de sortie : 
  - États-Unis : 7 juin 1937
  - France : 2 avril 1947

## Distribution
- Conrad Nagel : Alan O'Connor
- Eleanor Hunt : Bobbie Reynolds

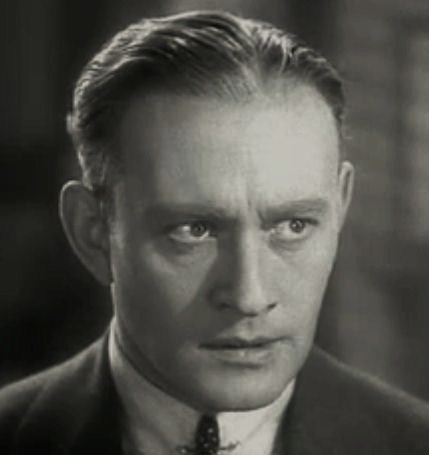
Conrad Nagel dans une scène du film

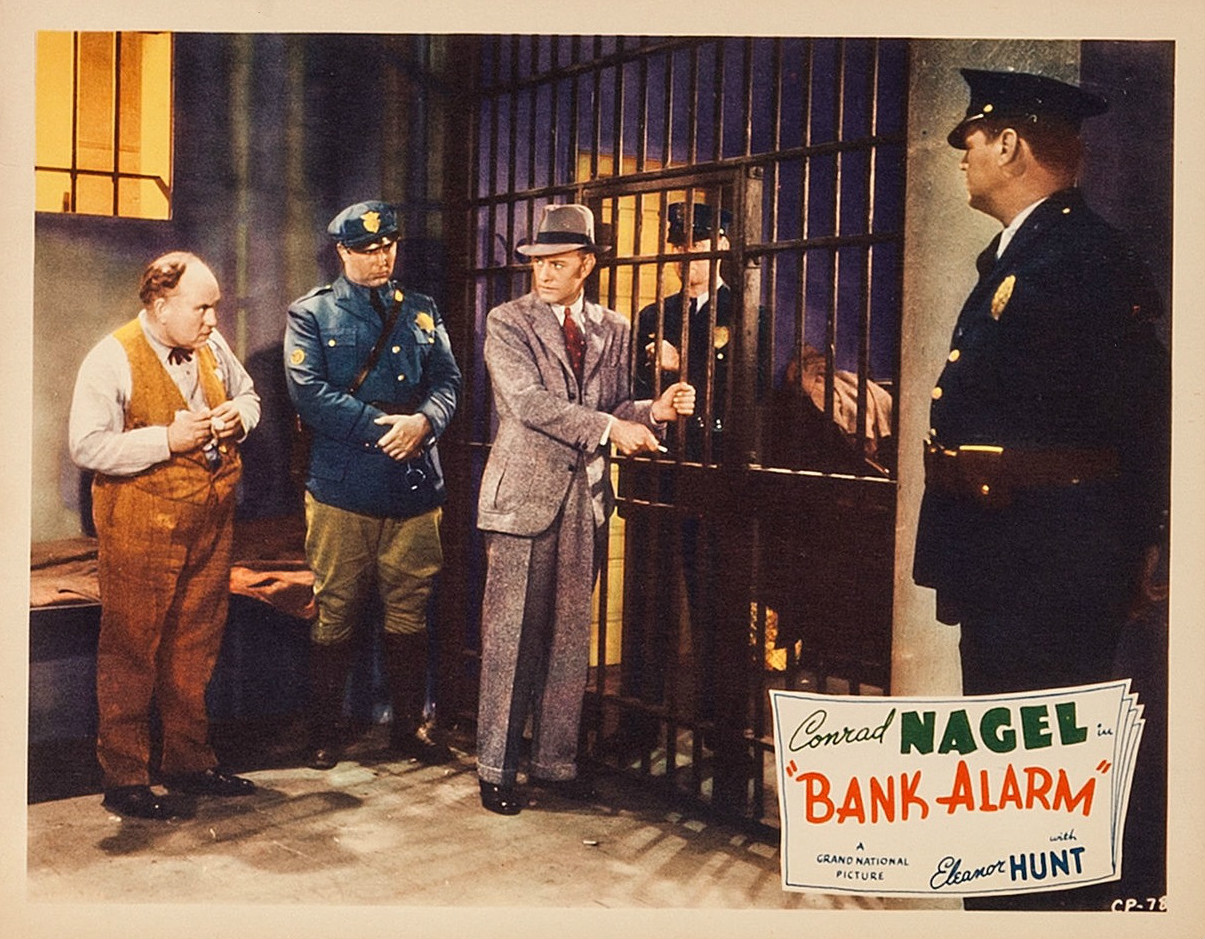
Carte promotionnelle du film

- Vince Barnett : Clarence 'Bulb' Callahan
- Wheeler Oakman : Joe Karlotti
- Nat Carr : Yoritz
- Frank Milan : Jerry Turner
- Marlo Dwyer : Kay O'Connor
- William L. Thorne : Inspecteur J. C. Macy
- Charles Delaney : Henchman Duke
- Phil Dunham : Leon Curtis
- Sidney D'Albrook : Coroner
- Pat Gleason : Henchman Barney
- Wilson Benge : Overman
- Henry Roquemore : Nevada Sheriff
- Ed Schaefer : Tracy

## Production
Il s'agit du quatrième et dernier volet de la série policière qui met en scène l'agent fédéral Alan O'Connor (Conrad Nagel) et la journaliste Bobbie Reynolds (Eleanor Hunt), après Yellow Cargo (1936) de Crane Wilbur, Navy Spy (1937) de Joseph H. Lewis et The Gold Racket (1937) de Louis Gasnier.